# برج مراقبة (مركبات مائية)

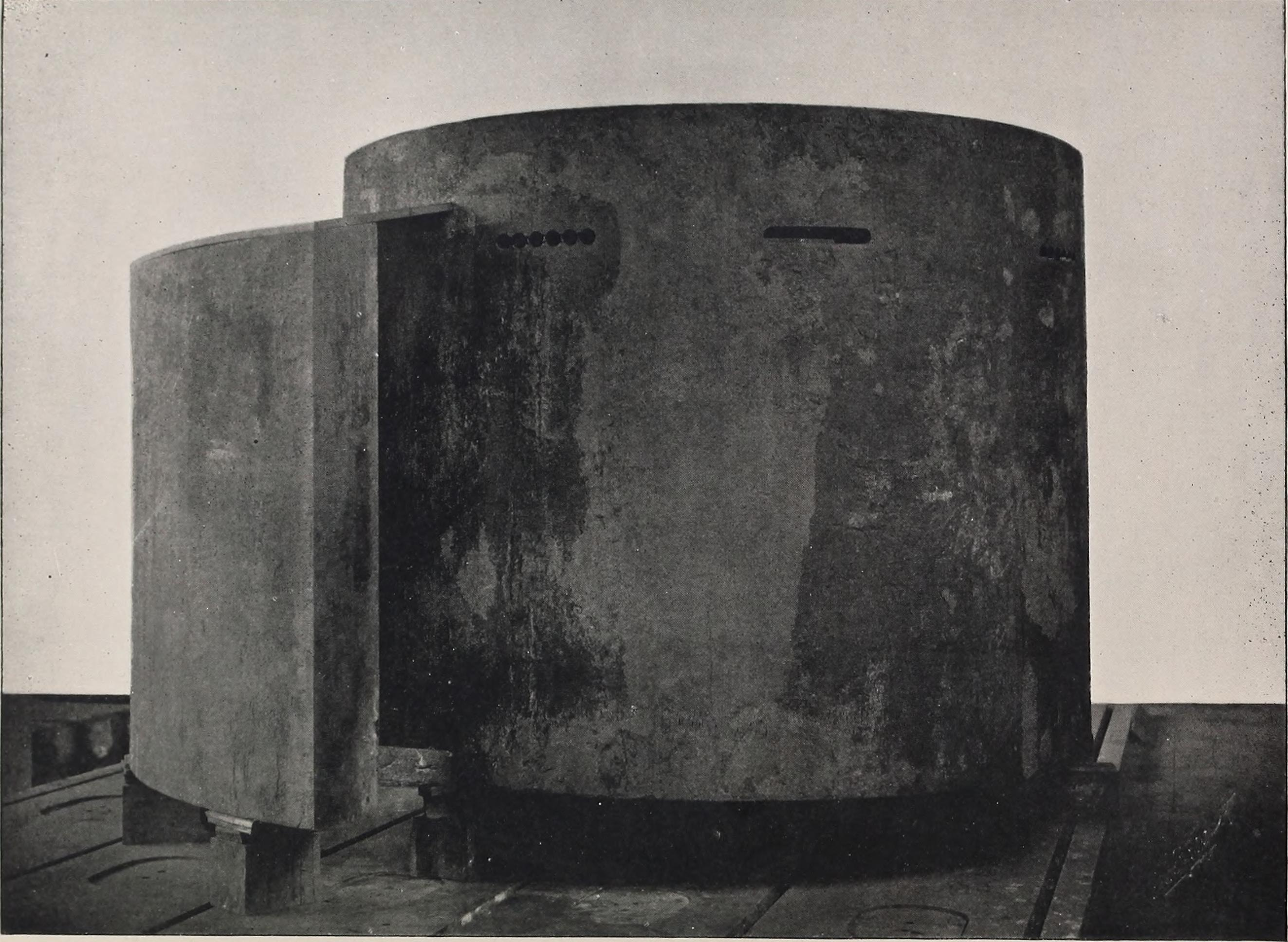
برج مراقبة في سفينة (BB-2) أثناء البناء ج. 1892

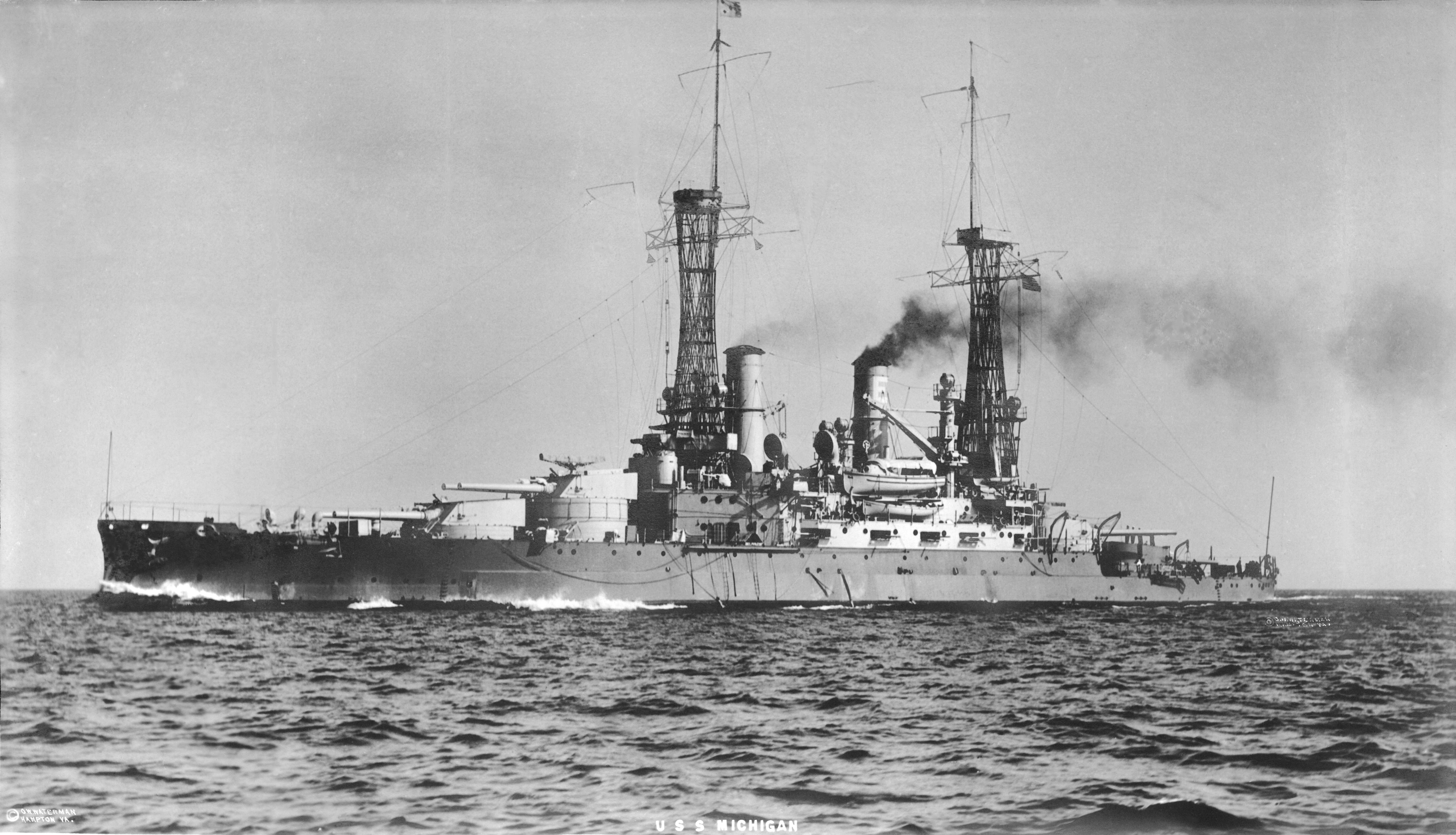
(BB-27) مع برج مراقبتها المخروطي الأسطواني المرئي مباشرة في الخلف وفوق برج المدفع الرئيسي الثاني للأمام ج. 1916-17. تلميح: البرج تحجبه المدخنة جزئيًا.

برج المراقبة، تسمى أحيانًا برج القيادة، منصة مرتفعة على سفينة أو غواصة يغلب فيها أن تكون مدرعة. تمكن للضابط المسؤول ربط السفينة والتحكم في تحركاتها عن طريق إصدار الأوامر للمسؤولين عن محرك السفينة والدفة والخطوط والمناورة . يُبنى ليكون أعلى ما في السفية لإعطاء مجال رؤية جيدة لكامل السفينة وظروف المحيط والسفن الأخرى.